# Grzybówka oliwkowa
Grzybówka oliwkowa (Mycena chlorantha (Fr.) P. Kumm.) – gatunek grzybów z rodziny grzybówkowatych (Mycenaceae).

## Systematyka i nazewnictwo
Pozycja w klasyfikacji według Index Fungorum: Mycena, Mycenaceae, Agaricales, Agaricomycetidae, Agaricomycetes, Agaricomycotina, Basidiomycota, Fungi.
Po raz pierwszy takson ten opisał w 1818 r. Elias Fries nadając mu nazwę Agaricus chloranthus. Obecną, uznaną przez Index Fungorum nazwę nadał mu Paul Kummer w 1871 r.
Synonimy:
- Agaricus chloranthus Fr. 1818
- Mycena chlorantha f. bispora Malençon 1975
- Mycena chlorantha f. caespitosa Courtec. & Guinb. 1985

Nazwę polską nadała Maria Lisiewska w 1987 r.

## Morfologia
Kapelusz
Średnica 6–25 mm, kształt tępo stożkowy, wypukły lub dzwonkowaty, z garbkiem lub bez, gładki lub płytko, półprzezroczyście prążkowany. Powierzchnia oliwkowozielona do oliwkowobrązowej lub oliwkowo-żółtozielona do żółtej, czasem ze środkiem bardziej brązowawym. Brzeg bardzo blado szarawozielony do bladożółtawego lub jaskrawo cytrynowego. Jest higrofaniczny; po wyschnięciu znacznie blednie i zmienia barwę na ochrowo zielonkawożółtą, blado-oliwkowożółtą lub brązowożółtą.
Blaszki
Blaszki w liczbie 14–22, dochodzące do trzonu, wolne, nieco przyrośnięte lub zbiegające ząbkiem, białawe, bardzo blado-szarobrązowe, blado-żółtawe lub blado szarozielone. Ostrza bladożółte do cytrynowych lub zielonkawożółte do zielonkawych.
Trzon
Wysokość 15–50 mm, grubość 1–2 mm, wewnątrz pusty, dość twardy, walcowaty, przy podstawie nieco rozszerzony, prosty lub zakrzywiony. Powierzchnia gładka, lub nieco włókienkowata, w górnej części oprószona lub nieco owłosiona, w dolnej naga, lekko błyszcząca. Barwa od blado szarobrązowej poprzez żółtawo-szaro-zielonkawą do oliwkowozielonej. Podstawa pokryta blado zielonkawymi, grubymi i elastycznymi włókienkami.
Miąższ
W stanie świeżym nieokreślony, po wyschnięciu wyraźny zapach jodoformu.
Cechy mikroskopowe
Podstawki 23–41 × 8–12 µm, maczugowate, 4-zarodnikowe ze sterygmami o długości 5–9 µm. Zarodniki 8–11 × 5,2–7 µm, 1,4-1,6, Qav = 1,56, pipetowate, gładkie, amyloidalne. Cheilocystydy 15–40 × 8–22 µm, pomiędzy podstawkami, lub tworzące sterylne pasmo, o kształcie od baryłkowatego do cylindrycznego, z zawartością o barwie od blado zielonej do żółtawej. Na powierzchni pokryte są nielicznymi i równomiernie rozmieszczonymi brodawkami lub cylindrycznymi wyrostkami o wymiarach 1–6 × 0,5–1,5 µm, rzadziej całkowicie gładkie lub z dużo większymi i szerszymi naroślami. Pleurocystyd brak, jeśli występują, są podobne. Trama blaszek dekstrynoidalna. Strzępki włosków o szerokości do 2–4,5 µm, pokryte brodawkami lub wyrostkami o wymiarach 0,5–7 × 0,5–1,5 µm, mającymi tendencję do wyrastania w znacznie dłuższe i tworzące gęste koralopodobne masy. Strzępki warstwy korowej trzonu o szerokości do 2–3,5 µm, słabo pokryte brodawkami lub cylindrycznymi wyrostkami o wymiarach 0,5–7,5× 1–1,5 µm. Sprzążki występują w strzępkach wszystkich części grzyba.

## Występowanie i siedlisko
Znane jest występowanie tego gatunku tylko w jednym miejscu w Ameryce Północnej i w kilku krajach Europy. Władysław Wojewoda w zestawieniu grzybów wielkoowocnikowych Polski w 2003 r. przytacza tylko dwa stanowiska podane przez M. Lisiewską w Słowińskim i Wolińskim Parku Narodowym. W Polsce gatunek rzadki. Znajduje się na Czerwonej liście roślin i grzybów Polski. Ma status V – gatunek narażony, który zapewne w najbliższej przyszłości znajdzie się na liście gatunków wymierających, jeśli nadal będą działać czynniki zagrożenia.
Grzyb saprotroficzny. W Polsce spotykany na wydmach, wśród traw.